# Brunellia mexicana
Brunellia mexicana är en tvåhjärtbladig växtart som beskrevs av Paul Carpenter Standley. Brunellia mexicana ingår i släktet Brunellia och familjen Brunelliaceae. Inga underarter finns listade i Catalogue of Life.